# 天河体育场

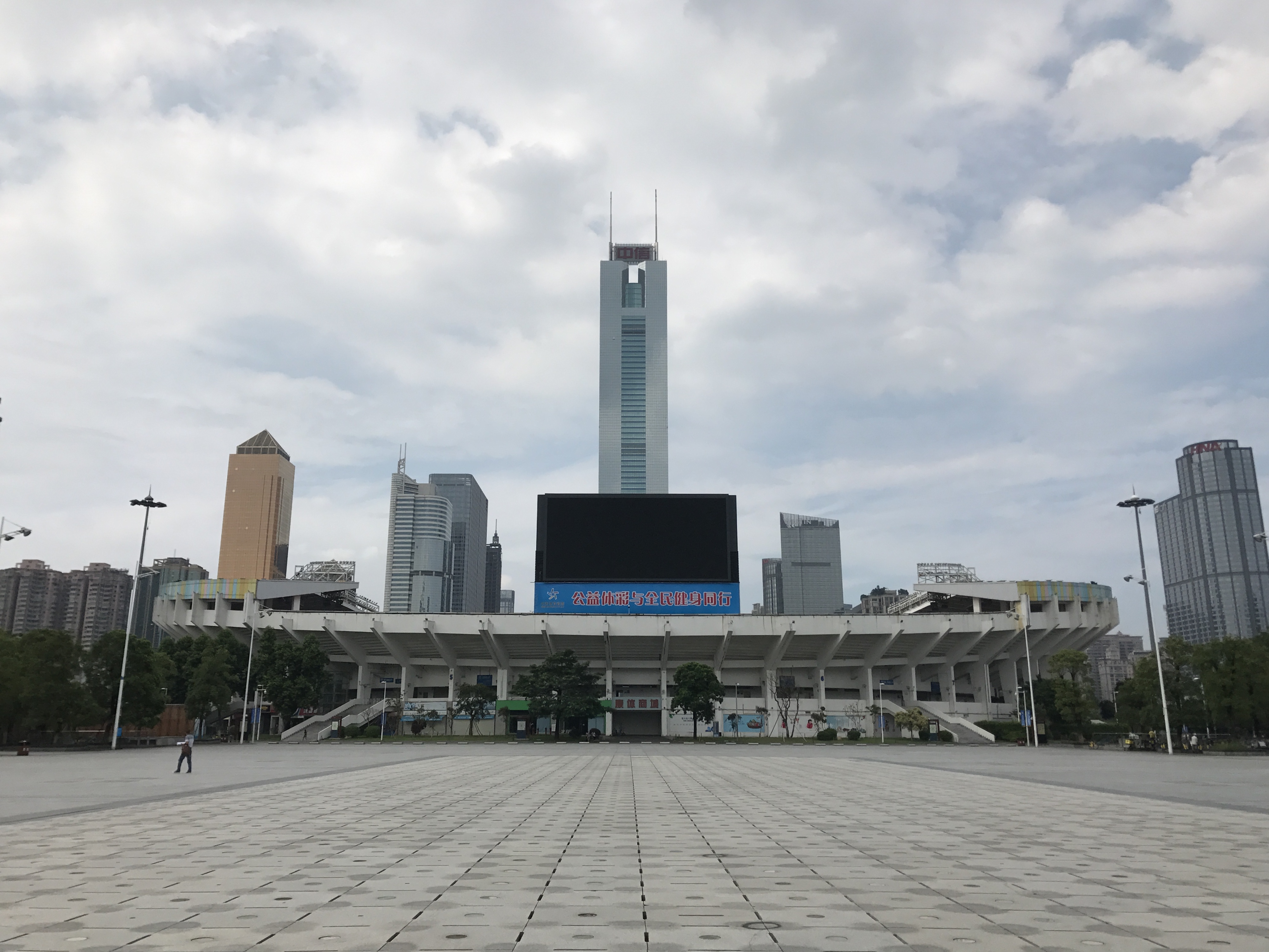
從南側眺望天河體育中心體育場，正後方為中信廣場

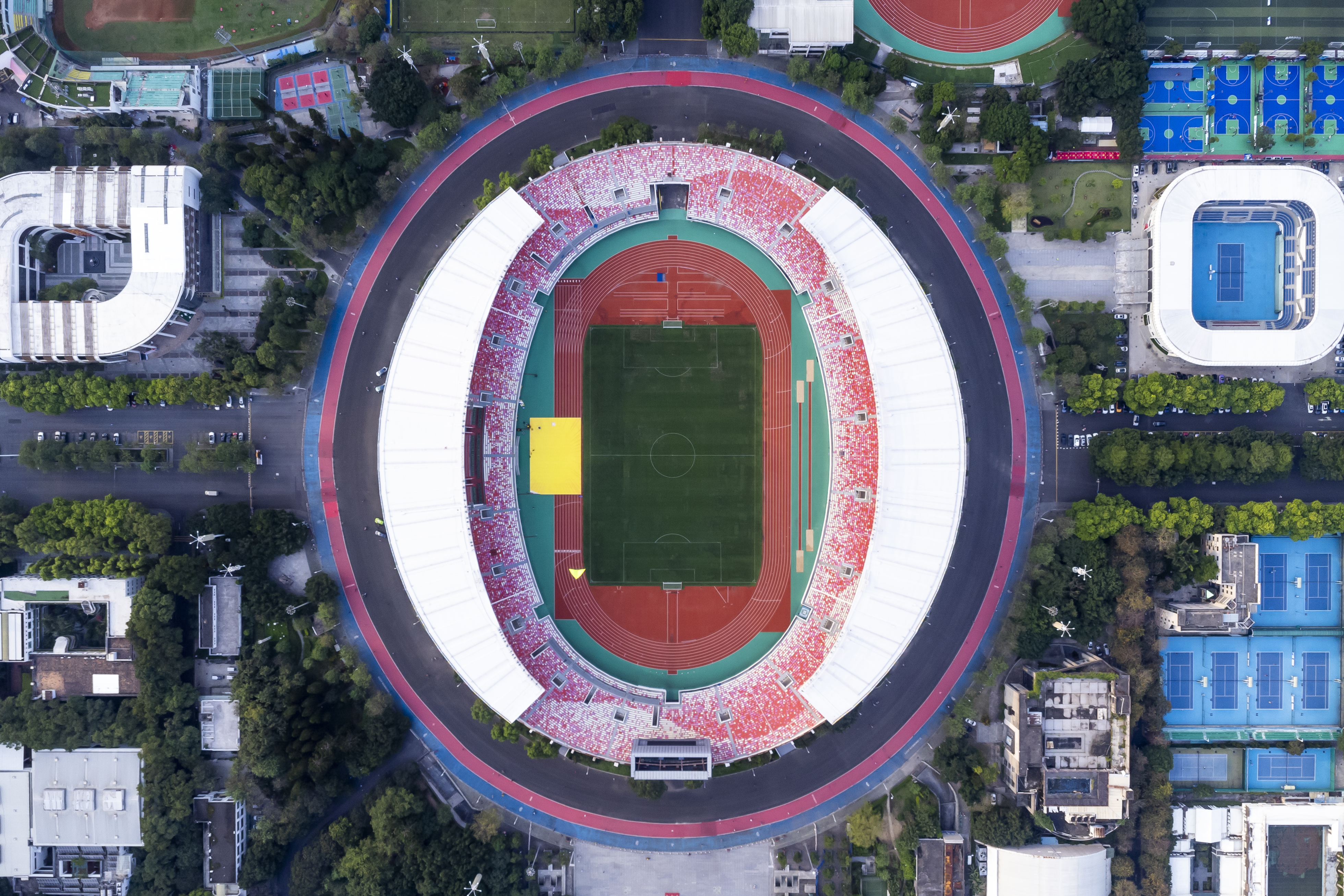
从空中俯瞰天河体育场

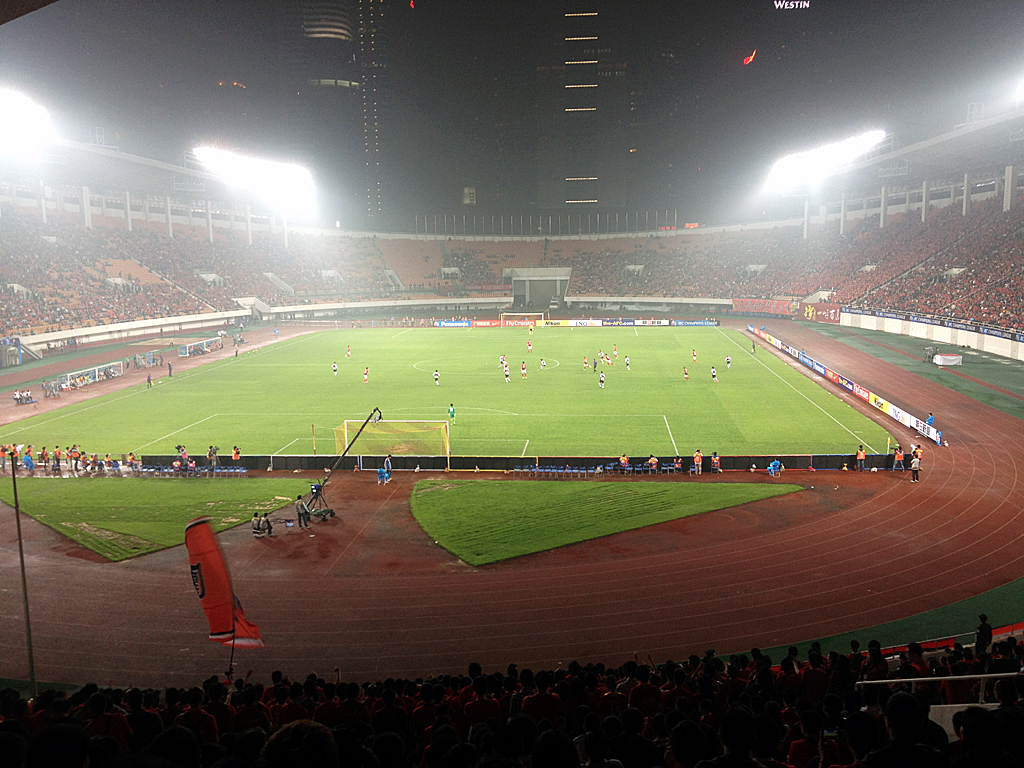
在天河体育场进行的亚洲冠军联赛小组赛（2013年）

天河体育场，全称天河体育中心体育场，是一座位于中國广东省广州市天河区的大型综合性体育场，是天河体育中心的核心场馆之一，于1987年8月30日落成，外形呈马鞍形，可容纳超过五万名观众，是广州市的各类田径、足球等体育赛事，以及大型文艺演出和会议展览等活动的重要举办地之一。

## 历史
1984年，为配合广东省即将于1987年举办的中华人民共和国第六届运动会，广州市人民政府决定在原天河机场旧址空地上新建一座大型综合体育设施（天河体育中心），包括1座体育场、1座体育馆及1座游泳馆。其中天河体育场可容纳超过60000名观众，于1984年7月4日动土兴建，1987年8月30日竣工，并在同年承办了六运会的开幕式、闭幕式及田径、足球比赛，受到时任国际奥委会主席胡安·安东尼奥·萨马兰奇的高度称赞。
1991年，首届女子世界杯足球赛在广东省举行，天河体育场作为主会场承办了开、闭幕式和2场小组赛、1场淘汰赛及决赛。1995年，天河体育中心实行免费向市民开放，天河体育场亦不断完善其配套服务设施，先后开发了饮食及购物区域，形成了运动、休闲、购物、饮食的一站式体育场。
2011年4月6日，由于球队原主场越秀山体育场设施不符合亚洲冠军联赛标准，广州恒大确定自2011赛季起将主场搬迁至天河体育场，并承办了当年中超联赛的开幕式。然而由于在当季多场比赛中天河体育场由于雨季积水问题而备受批评，恒大俱乐部随即斥资对球场排水系统进行了升级改造，并更换因众多文艺演出而造成破损草皮。
自2011年起成为广州恒大主场后，球市随着恒大集团的巨资投入而持续向好，连续在2011、2012年度获得中国足协颁发的最佳人气赛区奖。其主场套票发行量3年翻了3倍，排队购票火爆程度比购买春运火车票有过之而无不及。然而受到广州市公安局的安保要求限制，天河体育场的售票数不可超过球场可容纳人数的80%，但实际由于球票需求量较大，大部分比赛的实际入场观众均会大于容量的80%。
2016年2月24日，广州恒大淘宝正式从广州市体育局租用天河体育场未来二十年使用权。
2018年9月5日，中国政府采购网发布的《广州天河体育中心天河体育场观众座椅设施购置项目公开招标公告》显示，天河体育场招标购置54856位座椅，包括普通观众席座椅54190位，贵宾席座椅570位，主席台席座椅96位。

## 翻新

### 2001年
2001年，天河体育场为承办第九届全国运动会足球比赛，进行了首次全面翻新和维修，增加了接待室、更衣室、赛前练习室、兴奋剂检查室和休息室，以及国际体育比赛水准的照明系统和音响系统。为了配备大型演出功能，还增设了活动舞台，专业音响和整套的舞台灯光系统。　

### 2009年
2009年8月，天河体育场为承办第十六届亚洲运动会足球比赛，进行了为期一年九个月的大规模改造。原来的餐饮和商业已全部撤出，改造成新闻服务区、志愿者、 赛事营运等功能房。而内场亦修葺一新，草皮改种植为“兰引3号”草种，特别适合南方生长，在秋冬季也能生长得很好。此外，观众席也有较大变化，为符合安保及舒适需求，改造后的座位由60000个缩减到56000个，并由不同颜色的观众席拼出两个球员踢球的图案，凸显亚运足球主赛场地位。

### 2018年
由于使用率高、使用时间长，天河体育场部分设施设备严重老化。2018年11月14日，在广州恒大淘宝足球俱乐部完成2018年度最后一场主场赛事后，天河体育场启动包括观众座椅更新、看台防水补漏、厕所升级改造、综合维修在内的综合改造工程。其中，观众座椅图案更换为由德国设计师设计的红、紫、粉、白四色相间的广州市花“木棉花”图案，建成32年来，首次对看台进行大规模、全方位的防水补漏修复。

### 2021年
2021年11月，为承办世界田联接力赛，天河体育场包括跑道改造、灯光改造、消防设施整改、二层平台防水和综合维修工程等在内的5大项目改造工程正式启动，并于2023年4月完工。本次改造在主场新增了100余套专业照明灯具，在外墙及顶棚安装了1420套景观灯，改造后的天河体育场获得国际田联以及中国田径协会的田径场地双一级认证。

### 2024年
2024年5月，天河体育场为承办第十五届全国运动会比赛，再次进行升级改造，此次改造将翻新立面整体涂料，更新顶棚侧面铝板、南侧LED显示大屏，整体更换内场足球场草皮，优化功能平面和区域流线，修缮改造赛事用房。改造后，体育场现有固定观众席将减少至52611座，并成为全国首个近零碳大型体育场馆。

## 荣誉

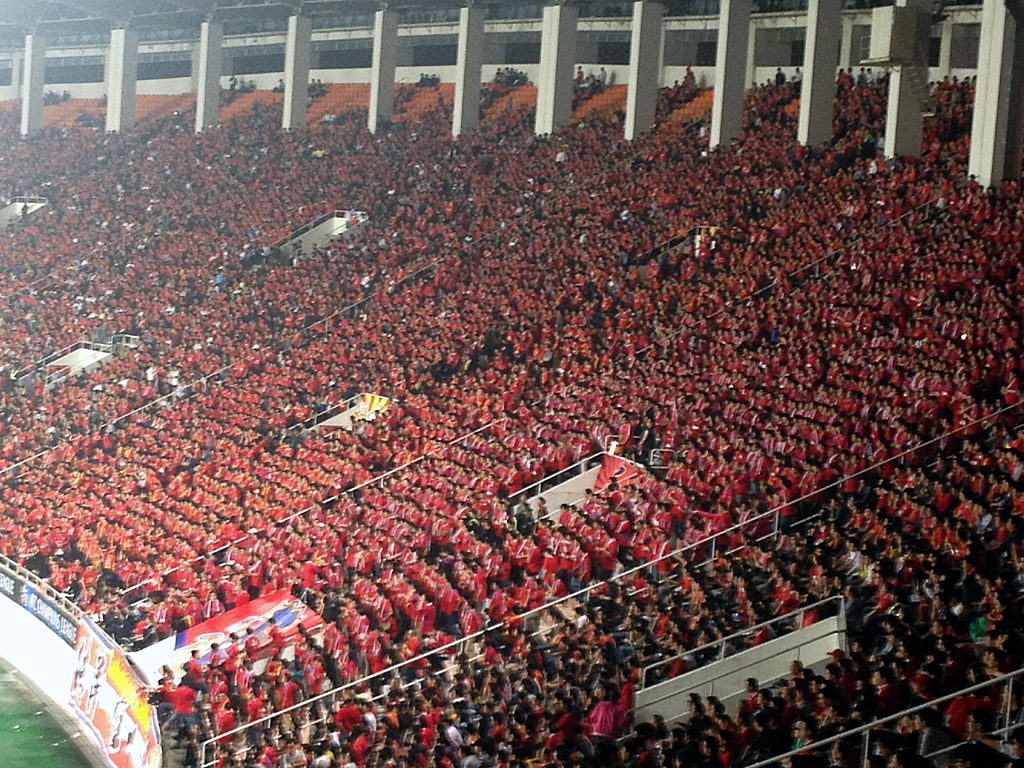
天河体育场的广州恒大球迷方阵

天河体育场在建成后曾获得国家优秀设计一等奖及1988年的中国建筑工程鲁班奖。